# Danny Boyle
Daniel Francis Boyle, detto Danny (Manchester, 20 ottobre 1956), è un regista, produttore cinematografico, sceneggiatore e produttore televisivo britannico.
Ha lanciato le carriere di attori come Ewan McGregor, Dev Patel e Cillian Murphy. Capace di spaziare tra i temi più vari, ognuno dei suoi film è caratterizzato da un impianto tecnico visivo accattivante, inedito e pop.

## Biografia

### Gli esordi
Nato nel Lancashire da una famiglia di emigranti irlandesi, studia al collegio dei Salesiani di Bolton e poi alla Bangor University. Comincia a lavorare in teatro all'età di diciotto anni e già due anni dopo lavora come regista teatrale per la Joint Stock Theatre Company, quindi si sposta a Londra per lavorare come direttore artistico per il Royal Court Theatre. Nel 1982 dirige The Genius di Howard Brenton e Saved di Edward Bond. Dal 1987 lavora qualche anno per la televisione: prima con la BBC Northern Ireland, dove è produttore di diversi film TV, tra cui il controverso Elephant di Alan Clarke, e poi per la BBC2 come regista di spettacoli e responsabile della serie Mr. Wroe's Virgins.
Esordisce nel cinema nel 1995 con Piccoli omicidi tra amici, tratto dal romanzo Shallow Grave di John Hodge. Si tratta di una commedia nera in cui tre amici, interpretati da McGregor, Christopher Eccleston e Kerry Fox, si ritrovano a dover fare i conti con un cadavere che si ritrovano in casa insieme a una valigia piena di soldi. Il film ottiene un ottimo successo in Gran Bretagna e ottiene il premio come best newcomer dal London Film Critics Circle.

### Il successo conTrainspotting
Il successo arriva con Trainspotting, del 1996, sempre a fianco di Hodge che però è alla sceneggiatura (il libro da cui è tratto è di Irvine Welsh), mentre McGregor è davanti alla macchina da presa; ai due si aggiunge Andrew Macdonald in fase di produzione. Il film, che tratta in maniera ironica e grottesca il tema della droga, diventa un cult che frutta al regista l'occasione di girare alcune scene del quarto film della serie Alien, ossia Alien - La clonazione, per il quale si trasferisce a Hollywood.
Nel 1997 gira negli Stati Uniti d'America Una vita esagerata, con McGregor e Cameron Diaz, che si rivela però un insuccesso commerciale, come del resto il film successivo. L'idea di portare sullo schermo il romanzo The Beach, scritto da Alex Garland, è di McGregor che la propone a Boyle; la produzione, tuttavia, sceglie come attore protagonista Leonardo DiCaprio senza consultare il regista, che aveva già promesso il ruolo a McGregor. I media enfatizzano la situazione e da allora i due non lavoreranno insieme per molti anni. Benché The Beach non abbia convinto all'epoca né il pubblico né la critica, film e libro diventano da allora un vero e proprio cult per i viaggiatori zaino in spalla di tutto il mondo, specialmente nel sud-est asiatico.
Dopo un breve ritorno al piccolo schermo per due film TV con la BBC e qualche documentario sul mondo musicale (The Bad Sheppard e Don't Tell Mùm), nel 2003 esce l'horror 28 giorni dopo, in cui collabora nuovamente con Garland. Dirige Kenneth Branagh nel cortometraggio Alien Love Triangle, prima di tornare al lungometraggio nel 2004 con la commedia Millions, sceneggiata da Frank Cottrell Boyce. Nel 2007 dirige Sunshine, scritto da Garland, un film fantascientifico pieno di omaggi a 2001: Odissea nello spazio, Solaris e Alien.

### L'Oscar conThe Millionaire
Nel 2008 dirige a Bollywood il film The Millionaire. La pellicola è un successo in tutto il mondo e riceve 8 Premi Oscar, tra cui quelli come miglior film e come miglior regia, appunto per Boyle. Si tratta della storia di un ragazzo povero, interpretato da Patel, che vince l'edizione indiana di Chi vuol essere milionario? e che affronta una storia d'amore con la protagonista femminile, interpretata da Freida Pinto.
La pellicola successiva è 127 ore, che si basa sull'autobiografia di Aron Ralston, interpretato sul grande schermo da James Franco, dal titolo Between a Rock and a Hard Place. Questo film ottiene sei candidature all'Oscar, tra cui quella di miglior sceneggiatura originale per Boyle. Nel 2011 porta in scena a Londra l'acclamato spettacolo teatrale Frankenstein, ispirato all'omonimo romanzo di Mary Shelley, con protagonisti Jonny Lee Miller e Benedict Cumberbatch. Dopo essere stata registrata al Royal National Theatre, l'opera viene in seguito proiettata anche nei cinema. L'anno successivo, il 27 luglio, sempre nella capitale inglese, dirige la Cerimonia di apertura dei Giochi della XXX Olimpiade, tenutasi presso l'Olympic Stadium; per l'occasione realizza anche il cortometraggio Happy and Glorious, in cui dirige Daniel Craig, all'epoca interprete di James Bond, ed eccezionalmente la regina Elisabetta II del Regno Unito.
Nel 2013 dirige James McAvoy, Vincent Cassel e Rosario Dawson nel film In Trance, thriller psicologico in cui si affronta il tema dell'amnesia. Nello stesso anno conferma di essere all'opera sul sequel di Trainspotting, poi uscito nel 2017 con il nome di T2 Trainspotting. Sempre nel 2017 dirige i primi tre episodi della serie televisiva Trust, poi in onda nel 2018; nello stesso anno accetta inizialmente la regia del venticinquesimo capitolo della serie di James Bond, che successivamente lascia per sopravvenute divergenze con la produzione.

## Filmografia

### Regista

#### Cinema
- Piccoli omicidi tra amici (Shallow Grave) (1994)
- Trainspotting (1996)
- Una vita esagerata (A Life Less Ordinary) (1997)
- The Beach (2000)
- 28 giorni dopo (28 Days Later) (2002)
- Millions (2004)
- Sunshine (2007)
- The Millionaire (Slumdog Millionaire) (2008)
- 127 ore (127 Hours) (2010)
- In trance (Trance) (2013)
- Steve Jobs (2015)
- T2 Trainspotting (2017)
- Yesterday (2019)
- 28 anni dopo (28 Years Later) (2025)

#### Televisione
- Ispettore Morse (Inspector Morse) – serie TV, 2 episodi (1990–1992)
- Mr. Wroe's Virgins - 3 episodi (1993)
- Strumpet – film TV (2001)
- Vacuuming Completely Nude in Paradise – film TV (2001)
- Happy and Glorious (2012) – cortometraggio per la cerimonia di apertura dei Giochi della XXX Olimpiade di Londra
- Babylon – serie TV, 1 episodio (2014)
- Trust – serie TV, 3 episodi (2018)
- Pistol – serie TV (2022)

### Sceneggiatore
- 127 ore (127 Hours) (2010)
- Happy and Glorious – cortometraggio (2012)

### Produttore
- 127 ore (127 Hours) (2010)
- In trance (Trance) (2013)
- Steve Jobs (2015)
- T2 Trainspotting (2017)
- La battaglia dei sessi (Battle of the Sexes), regia di Jonathan Dayton e Valerie Faris (2017)
- Yesterday (2019)
- 28 anni dopo (28 Years Later) (2025)

#### Produttore esecutivo
- Twin Town, regia di Kevin Allen (1997)
- 28 settimane dopo (28 Weeks Later), regia di Juan Carlos Fresnadillo (2007)

## Riconoscimenti
- Premi Oscar
  - 2009: miglior regista – The Millionaire
  - 2011: Nomination migliore sceneggiatura non originale – 127 ore
  - 2011: Nomination miglior film – 127 ore
- Golden Globe
  - 2009: miglior regista – The Millionaire
  - 2011: Nomination miglior sceneggiatura – 127 ore
- European Film Awards
  - 2009: premio del pubblico – The Millionaire
  - 2009: Nomination miglior regista – The Millionaire
- BAFTA
  - 1995: miglior film britannico – Piccoli omicidi tra amici
  - 2009: miglior regista – The Millionaire
  - 2009: miglior film internazionale – The Millionaire
  - 2011: Candidatura al miglior regista – 127 ore
  - 2011: Candidatura al miglior film britannico – 127 ore
  - 2011: Nomination miglior sceneggiatura non originale – 127 ore
- British Independent Film Awards
  - 2009: miglior regista – The Millionaire
- Satellite Awards
  - 2008: miglior regista – The Millionaire
- Saturn Awards
  - 2004: miglior film horror – 28 giorni dopo
- David di Donatello
  - 2009: miglior film dell'Unione Europea – The Millionaire
- Premi Goya
  - 2010: miglior film europeo – The Millionaire
- Broadcast Film Critics Association Awards
  - 2008: miglior regista – The Millionaire
- Empire Awards
  - 1996: miglior regista – Piccoli omicidi tra amici
  - 1997: miglior regista britannico – Trainspotting
- Nastro d'argento
  - 2009: miglior film europeo – The Millionaire
- Southeastern Film Critics Association Awards
  - 2009: migliore regia – The Millionaire
- Chicago International Film Festival
  - 2008: miglior regista – The Millionaire
- Los Angeles Film Critics Association
  - 2009: miglior regista – The Millionaire
- Fantasporto
  - 1995: miglior film – Piccoli omicidi tra amici
- Premio Bodil
  - 1997: miglior film non americano – Trainspotting
- Efebo d'oro
  - 1997: Sezione Cinema – Trainspotting